# Tinamus guttatus
Tinamus guttatus là một loài chim trong họ Tinamidae.